# Julia af Burén
Julia Amelie Gustava af Burén, född 7 november 1876 i Uppsala, död 15 maj 1964, var en svensk blindpedagog. 
Julia af Burén, var dotter till rektor Julius Centerwall och Tullia Björck samt syster till Tullia Ljungh. Hon studerade vid Söderhamns läroverk, genomgick provårskurs vid Tomteboda blindinstitut 1894–1895 och studerade vid blindinstitut i utlandet. Hon var verksam vid blindskolan i Växjö 1895–1899, första lärare vid förskolan för blinda på Tomteboda 1800–1900 och vid Blindinstitutet där 1900–1902. Hon var styrelseledamot i De blindas förening 1900–1928, sekreterare där 1900–1906, styrelseledamot i bland annat kungliga direktionen över Tomteboda blindinstitut och ordförande i kronprinsessan Margaretas arbetsnämnd för de blinda 1917–1954. Hon var medlem av sällskapet Nya Idun från 1927 och finska Röda Korsets ombud för blinda krigsinvalider. Hon tilldelades medaljen Illis Quorum av åttonde storleken 1926.
Hon var gift med sjukgymnasten Daniel af Burén (1875–1939), och var således svärdotter till överintendent Axel Burén.